# Reconquesta finlandesa de l'istme de Carèlia (1941)
La Reconquesta finlandesa de l'istme de Carèlia es refereix a la campanya militar portada a terme per Finlàndia el 1941. Forma part del que habitualment es refereix com la Guerra de Continuació. Les tropes finlandeses van reconquerir l'istme de Carèlia, perdut davant la Unió Soviètica durant la Guerra d'Hivern. Va ser cedit a la Unió Soviètica el 13 de març de 1940, en el Tractat de Pau de Moscou, que va marcar el final de la Guerra d'Hivern.
Les tropes finlandeses finalment serien expulsades de l'istme l'estiu de 1944, en el transcurs de l'Ofensiva de Víborg-Petrozavodsk o Quarta Ofensiva Estratègica soviètica.

## Establiment inicial de forces
Entre l'Exèrcit de Carèlia i el Golf de Finlàndia hi havia 3 Cossos finlandesos: el II Cos (divisions 2a, 15a i 18a), al nord del riu Vuoksi; el V Cos ( 10a divisió), i el IV Cos (divisions 4a, 12a i 8a), defensant la costa. El V Cos Finlandès va ser dissolt, i la 10a Divisió va ser afegida al IV Cos (Tinent general Karl Lennart Oesch), i a finals de juliol al II Cos (Major General Taavetti Laatikainen) com a reserva.
Pel costat soviètic hi havia el 19è Cos de Fusellers (divisions de fusellers 142a i 115a; el X Cos Mecanitzat (21a Blindada 24a Blindada i la 198a Motoritzada) en reserva i la 22a Regió Fortificada de Carèlia, amb mida de divisió, que defensava la costa. El X Cos Mecanitzat va ser enviat a finals de juny de l'istme de Carèlia al sud-oest de Leningrad per fer front a l'avanç alemany, però deixà la 198a Motoritzada com a única reserva soviètica.
En un inici, ambdós bàndols es mostraren a la defensiva, i només es realitzaven petits atacs a nivell de companyia o batalló, per millorar les pròpies posicions. La manca de reserves comportà la retirada dels soviètics fins a posicions més defensables al nord del front, continuant fortificant-se en profunditat, creat punts forts en fusta, cavant trinxeres i plantant camps de mines, tot i que els finlandesos seguien avançant per mantenir el contacte amb l'enemic. La quietud es va mantenir fins al 31 de juliol, quan s'inicià l'ofensiva finlandesa.

## Avanç cap al llac Ladoga
Els treballs soviètics de fortificació s'havien concentrat a la rodalia del riu Vuoski i a les carreteres, de manera que els finlandesos concentraren les seves forces en els estrets i profunds passos enmig dels terrenys forestals sense carreteres, recolzats pel treball dels enginyers construint carreteres temporals enmig dels boscos i sobre els pantans. La 18a Divisió (coronel Pajari) atacà pel bosc conta la secció més septentrional de la 115a Divisió soviètica, assegurant un nus de carreteres i avançant de nou pel bosc fins a la nova carretera, on tornaren a fer el mateix. Els nusos de carreteres eren ocupats per unitats més fortes, que hagueren de defendre'ls contra els diversos contraatacs soviètics, sovint recolzats per tropes blindades. Durant un d'aquests contraatacs, el soldat Vilho Rättö capturà un canó anti-tanc, amb el que aconseguí destruir 4 tancs enemics, guanyant la primera Creu de Mannerheim concedida a un soldat ras.
Finalment, el 4 d'agost, els finlandesos aconseguiren encerclar i capturar la carretera d'Ilmee, travessant-la i obligant als soviètics a abandonar les seves posicions ja establertes entre Ilmee i la frontera.
L'amenaça principal de la 15a Divisió (coronel Hersalo) va ser contra el 558è Regiment d'Infanteria soviètic, pertanyent a la 142a Divisió, concentrant l'atac principal contra una secció de només 2 kilòmetres d'ample, on es concentrà la majoria de l'artilleria. Després de trencar les fortificacions frontereres, avançaren 5 kilòmetres pel bosc abans d'anar cap a la carretera i sobrepassant les defenses soviètiques, que quedaren encerclades i van ser capturades una a una. Després de 6 dies d'avanç, la 15a divisió es trobava a només 3 kilòmetres del ferrocarril Viipuri-Sortavala, i a 15km de la punta occidental del llac, prop d'aïllar a les tropes soviètiques al costat occidental. La 2a divisió (coronel Blick) decidí encerclar dos batallons del 461è regiment que defensaven el poble de Tyrjä, envoltant-lo per l'est i empenyent als defensors cap al llac Tyrjänjärvi, usant el 7è regiment, mentre que el 28è travessava el poble i avançava cap al sud. Mentre que estaven recolzats per l'artilleria, els soviètics aconseguiren mantenir-se durant 4 dies, abans que l'encerclament fos complert. Alguns homes aconseguiren fugir a través dels boscos, però la majoria d'ells i el seu equipament pesat van quedar atrapats al poble. Els finlandesos també van patir moltes baixes durant els combats, i el 7è regiment d'infanteria rebé el sobrenom de Tyrjän rykmentti ("Regiment de Tyrjä"). La captura de Tyrjä obrí la ruta cap al nus ferroviari de Elisenvaara, i el 5 d'agost les primeres unitats finlandeses arribaren al ferrocarril Viipuri-Sortavala.
El comandant del 23è Exèrcit Soviètic, tinent general Gerasimov, ordenà el 4 d'agost que la 198a Motoritzada) finalitzés el seu contraatac prop de Sortavala i es mogués cap al sud per atacar la 2a finlandesa, juntament amb la 142a de fusellers. Mentrestant, la 115a i la 43a haurien de tenir ocupades a les reserves finlandeses. Desafortunadament, amb això no hi va haver prou, i la 115a hagué de retirar-se cap al riu Helisevänjoki, on els turons i el riu formaven una bona posició defensiva contra la 18a finlandesa. La 18a avançà cap al riu Helisevänjoki i arribà a la línia fèrria Viipuri-Sortavala al nus de carreteres d'Inkilä el 8 d'agost. La 10a Divisió (coronel Sihvo) rebé l'ordre d'avançar entre la 15a i la 18a, i el 6 d'agost va arribar al ferrocarril. La 10a divisió continuà cap al ferrocarril Käkisalmi-Hiitola, però les forces soviètiques aconseguiren mantenir tant la carretera com el ferrocarril oberts fins al 8 d'agost, quan la 10a divisió capturà el poble de Hiitola. Quan les primeres tropes de la 10a divisió arribaren al llac Ladoga l'endemà, es va tallar la darrera connexió terrestre fins a les tropes soviètiques que defensaven la costa nord-oest del llac Ladoga. Els soviètics intentaren obrir el setge amb diversos contraatacs llançats el 10 i l'11 d'agost, però no van tenir èxit.
Mentrestant, el 28è regiment d'infanteria finlandesa capturà el nus ferroviari a Elisenvaara el 9 d'agost, quedant obertes les rutes de subministrament per ferrocarril des de Finlàndia. Després de la batalla de Tyrjä, el 7è regiment passà dos dies com a reserva de la divisió abans de continuar l'atac a través de la línia del tren fins a Lahdenpohja, que capturà el dia 8 i dividí les tropes soviètiques al formar el cap de pont. El mateix dia, la 2a finlandesa va ser transferida al I Cos amb ordres de netejar el nord del cap de pont soviètic; mentre que la 15a i la 10a netejaven el sud, on es trobaven la 142a de Fusellers i la 198a Motoritzada, a les que s'ordenà retirar-se fins a l'illa Kilpolansaari de per a ser evacuades per mar. Aquesta retirada va ser executada ordenadament, i els finlandesos no pogueren encerclar formacions enemigues més grans. L'11 d'agost, la 15a finlandesa capturà el nus ferroviari de Hiitola i, el dia 13, totes les forces soviètiques s'havien retirat dins a la península de Huiskonniemi i a l'illa de Kilpolansaari. Disposant d'una superioritat aèria absoluta, els soviètics aconseguiren retirar pràcticament a tots els homes i tot el material del cap de pont, i el 23 d'agost, la 15a divisió va quedar-se per fer pressió als soviètics, després d'haver netejat tota la resta de racons de l'illa.

## Travessa del riu Vuoksi
La intenció soviètica era començar una gran contraofeniva el 10 d'agost, i el Vint-i-tresè Exèrcit havia rebut el reforç de la 265 Divisió de Fusellers a la zona de Räisälä. L'ofensiva anava dirigida contra les divisions 10a i 18a, i l'objectiu era obrir camins a les tropes encerclades a la costa nord-occidental del llac Ladoga. Per coincidència, la 18a Divisió havia estat descansant i rebé l'ordre de seguir avançant el mateix dia, de manera que quan s'inicià l'atac soviètic a Inkilä, els finlandesos començaren el seu avanç a només 5km a l'oest. Mentre que l'atac soviètic no aconseguí guanyar terreny, els finlandesos aconseguiren tallar la ruta principal de subministraments soviètica i, subseqüentment, el contraatac finlandès forçà les tropes soviètiques a retirar-se cap al sud mentre que lluitaven, i el 14 d'agost, les primeres tropes finlandeses arribaren al riu Vuoksi a Antrea (avui Kamennogorsk), on continuaren netejant la riba oest del riu. Els soviètics iniciaren a moure tropes del costat sud-occidental del Viipuri per defendre Enso (avui Svetogorsk) i contraatacaren a Antrea el 16 d'agost; però quan l'atac fracassà, els soviètics es veieren forçats a evacuar la riba nord el dia 21. A la riba est, els finlandesos avançaren cap al sud i arribaren Vuosalmi a el 17 d'agost i a la desembocadura septentrional del riu Vuoksi el 18 d'agost. Immediatament, els finlandesos travessaren el riu uns pocs kilòmetres a l'oest de Vuosalmi el 17 d'agost, i el 20 ja havien assegurat la zona.
El contraatac soviètic contra la 10a divisió s'inicià el 14 d'agost, i aconseguí empènyer als finlandesos 28km al nord abans que els reforços finlandesos aconseguissin aturar-lo. La 10a divisió abandonà la costa del llac al 36è regiment de la 15a divisió, i concentrà totes les seves forces a Räisälä per fer front a la 265a soviètica. El 15 d'agost, la 10a finlandesa inicià el seu propi atac, durant el qual encerclà als defensors soviètics a Räisälä el dia 17 i la capturà l'endemà. Des d'allà continuà netejant la riba esquerra de la desembocadura del Vuoksi. El 19 d'agost, el 43è regiment continuà l'atac cap al sud i arribà al llac Suvanto dos dies després. Des d'allà seguí juntament amb el 1r regiment cap a l'est. Aquest moviment amenaçava amb l'encerclament de les tropes soviètiques al nord de Vuoksi, i aquestes iniciaren la retirada de Käkisalmi, que va ser capturada el 21. L'atac seguí cap al sud, i petites unitats de tropes frontereres van poder retardar als atacans. El riu Taipaleenjoki i la costa del llac Ladoga van assolir-se el 23 d'agost, però els finlandesos no van poder travessar el riu en aquesta maniobra.

## Captura deViipuriimottide Porlampi
La STAVKA reconegué la seriositat de la situació, i el 20 d'agost ordenà una retirada fins a una línia defensiva situada entre el costat sud-oest de Viipuri i cap al nord fins al riu Vioksi, i entre el llac Suvanto i el llac Ladoga a través del riu Vuoksi, tot i que era nova i no estava preparada. Aquesta decisió retallà considerablement la línia del front, però també implicava abandonar les instal·lacions defensives que havien preparat durant els darrers mesos a través de la frontera. Els finlandesos estaven preparant iniciar el seu atac cap al tram més meridional de la frontera, de manera que quan s'assabentaren que els soviètics abandonaven les seves posicions el 21 d'agost, se'ls ordenà que iniciessin immediatament la persecució. Tot i que la 43a divisió (Major General V. Kirpitsnikov) aconseguí guarnir les noves posicions al nord i a l'oest de Viipuri, no van ser capaços de prevenir que la 12a divisió finlandesa (coronel Vihma) avancés per la riba dreta del riu Vuoksi i establís contacte amb la 18a divisió, que estava engrandint el seu cap de platja a Vuosalmi, i al vespre del 22 d'agost, tota la riba dreta es trobava en mans finlandeses. La 123a divisió soviètica (Major General F. Aljabusev) estava defensant el costat sud de Viipuri. La majoria de les tropes de la 123a i de la 115a Divisió de Fusellers (Major General Konjkov), que s'havia retirat del Vuoksi septentrional, encara estan desorganitzades degut a la ràpida retirada de les seves posicions. La 4a divisió finlandesa (Coronel Viljanen) avançà pel canal Saimaa, pressionant la 4a divisió soviètica des del nord. El 23 d'agost, la 8a finlandesa (Coronel Winell), situada a l'extrem meridional, havia netejat la riba occidental de la badia de Viipuri al riu Ykspäänjoki, i inicià els preparatius per travessar-la.
Durant el 23 d'agost, els finlandesos havien aconseguit avançar 88km des de l'est cap a Viipuri, però al matí del 24, les divisions soviètiques 123a i 115a iniciaren una contraofensiva a l'est de Viipuri, probablement intentant capturar la iniciativa i per forçar als finlandesos a retrocedir fins a la riba nord del Vuoksi. Emprant foc d'artilleria pesant, els soviètics aconseguiren fer retrocedir 5km als finlandesos, però no van poder obrir escletxes al front, i quan arribà la reserva de la 12a divisió, el 26è regiment, que ja s'estava desplaçant per rotar les tropes, els soviètics van haver de retrocedir fins a les seves posicions inicials. El contraatac soviètic fracassà per afectar l'atac previst de la 12a finlandesa, que tallà la principal connexió ferroviària entre Viipuri i Leningrad el 25 d'agost.
Al matí del 24 d'agost, la 8a divisió finlandesa començà a travessar la badia de Viipuri i a moure les tropes del 45è regiment cap a la península de Lihaniemi, assegurant-la el mateix dia. L'endemà, continuaren l'atac i aconseguiren tallar les darreres vies ferroviàries que sortien de Viipuri durant el vespre, aconseguint fer més gran la zona de desembarcament uns quants kilòmetres en totes direccions durant els següents dos dies. La 12a divisió continuà la seva ofensiva cap al sud-oest, tallant la carretera principal Viipuri-Leningrad el 27. L'endemà, la STAVKA permeté al 23è Exèrcit que es retirés de Viipuri i formés una nova línia defensiva a on, aproximadament, havia estat la Línia Mannerheim. Les tropes soviètiques començaren la retirada immediatament, i intentaren infructuosament obrir les carreteres. A Ylä-Somme, aconseguiren obrir-ne una al vespre, desplaçant diversos camions sota el foc finlandès. L'artilleria causà moltes baixes, i poc i poc la carretera esdevingué més i més congestionada fins al punt en què només podien passar els homes a peu. Durant els dos dies següents, els soviètics provaren repetidament d'obrir la línia fèrria sobre la badia de Viipuri, però a darrera hora del vespre del 30 d'agost, el 3r regiment assolí les posicions de la 8a divisió. El motti de Porlampi havia acabat.
Mentre que les temptatives soviètiques d'obrir el cercle durant l'endemà fracassaren i el setge finlandès encara era feble, realitzaren un intent final per salvar als homes, abandonant els vehicles i intentant fugir a peu a través dels boscos. L'anell ja estava massa atapeït, i només petits grups aconseguiren fugir en aquesta darrera nit. L'endemà al matí, les tropes desmoralitzades començaren a rendir-se. Es rendiren 9.000 homes, i 7.000 més van ser enterrats allà; però 12.000 van aconseguir fugir abans no es tanqués l'anell.

## Avanç fins a l'antiga frontera

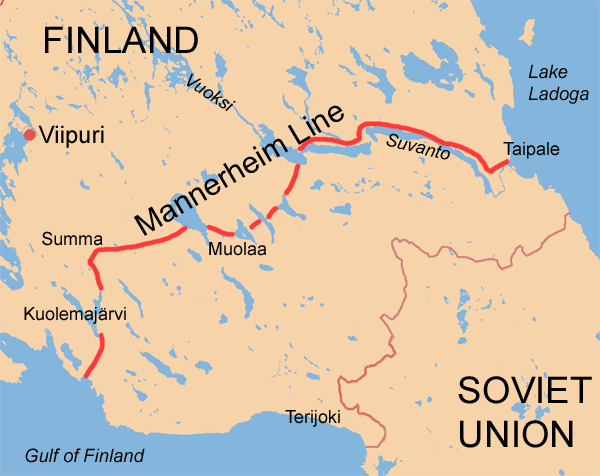
La línia Mannerheim

Viatjant a través de la carretera principal i la via fèrria entre Viipuri i Leningrad, l'ordre principal de retirar-se i formar una nova línia defensiva a l'antiga Línia Mannerheim arribà massa tard, mentre que la 12a divisió finlandesa capturava el mateix dia Leipäsuo i seguí l'avanç cap al sud-oest, cap al Llac Kuolemanjärvi, i al sud-est, a través del ferrocarril. Les defenses soviètiques a la carretera principal a Sunna es mantingueren, però els finlandesos les envoltaren superant-les a Munasuo. Les restes de la 123a divisió soviètica aconseguiren mantenir l'avanç finlandès en algunes posicions, tot i que continuaren retirant-se fins a Leningrad. El matí del 30 d'agost, la 12a finlandesa tallà el ferrocarril Koivisto-Leningrad a Kuolemanjärvi, arribant fins al golf de Finlàndia el mateix dia. També a Vammelsuu, tallaren el ferrocarril a, però no aconseguiren tallar la carretera principal. També arribaren al golf en aquest punt l'endemà, i l'atac continuà direcció est fins a Terijoki, que va ser capturada al mateix dia i arribaren a l'antiga frontera, situada al riu Rajajoki l'endemà. Les tropes atrapades a Koivisto es retiraren cap a les illes, mentre que la Marina soviètica les evacuava fins a Leningrad. Els darrers defensors de Koivisto van ser evacuats l'1 de novembre.
Al costat esquerre de la 12a divisió, la 18a divisió finlandesa inicià el 23 d'agost un atac cap al sud-est entre Vuoksi i el llac Muolaanjärvi. Pel dia 26, ja havien conquerit el primer istme del llac. Mentrestant, les primeres unitats de la 2a divisió estaven rellevant a la 18a a l'istme entre els llacs Kirkkojärvi i Punnusjärvi, i les de la 10a les situades entre el llac Punnusjärvi i el riu Vuoksi. Després que els mottis de les ribes nord-occidentals del llac Ladoga haguessin estat netejats, el I Cos va desplaçar-se cap al riu Vuoksi, on assumí el comandament de les divisions 10a i 15a. La 18a arribà al segon istme del llac el 27 d'agost, on descansà un dia abans de continuar l'atac cap a la carretera de Kivennapa, capturant-la el 29. L'atac continuà cap a l'antiga frontera, on arribaren el 31 d'agost. La 2a divisió també arribà a la frontera el mateix dia. La 10a tingué més problemes a causa del fet que la 198a motoritzada soviètica inicià el seu contraatac el 29 d'agost. L'atac finlandès començà a adquirir velocitat durant el 30 d'agost, i la 15a divisió també s'uní a l'atac des de l'altra riba del riu Vuoksi. El final de línia del ferrocarril de Valkjärvi va ser capturat el 31 d'agost, i donada l'amenaça que quedessin atrapades, les tropes soviètiques reberen l'ordre de retirar-se del costat meridional del Vuoksi fins a l'antiga frontera. La 15a divisió finlandesa es dedicà a perseguir de prop les tropes soviètiques en retirada i el 2 de setembre s'havia reconquerit tota l'antiga frontera.

## Pressions alemanyes per atacar Leningrad i final de l'ofensiva
El 20 d'agost, el general Erfurth informà a Mannerheim que el mariscal Keitel li enviaria una carta descrivint on es demanaria als finlandesos que ataquessin Leningrad. Mannerheim al·legà dificultats pràctiques a la proposta i presentà l'oposició dels caps polítics i militars a l'atac. El govern havia decidit prèviament que Finlàndia no atacaria Leningrad, i només després de la pressió dels caps militars acceptaren un petit avanç a través de l'antiga frontera per capturar millors posicions defensives. Els socialdemòcrates s'oposaren especialment a la travessa de la frontera. Quan arribà la carta de Keitel, Ryti i Mannerheim prepararen conjuntament una resposta negativa. El 31 d'agost, Erfurth contactà de nou amb Mannerheim i li proposà que els finlandesos cancel·lessin l'atac cap a la Carèlia Oriental i que, en canvi, ataquessin Leningrad. Ryti i Mannerheim ho rebutjaren de nou. El 31 d'agost, Mannerheim donà l'ordre que l'atac s'aturés a la línia des de la desembocadura del riu fins Rajajoki a Ohta. La línia exacta entre Ohta i el llac Ladoga s'ordenaria posteriorment, quan els finlandesos arribaren a l'antiga frontera. Això retallava la línia del front, sense tenir la necessitat d'atacar les fortificacions soviètiques al nord de Leningrad. (KaUR). En aquesta darrera fase, els soviètics tenien 6 divisions d'infanteria i diversos regiments i batallons defensant Leningrad al nord, però tots ells només tenien la meitat de les seves forces degut a la dura lluita amb els finlandesos.
La 12a divisió finlandesa havia assolit el seu objectiu l'1 de setembre, però l'atac es reprengué el dia 2. La 18a divisió finlandesa capturà Mainila el mateix dia i Valkeasaari l'endemà. Pel 7 de setembre, tant la 18a com la 2a havien assolit els seus objectius entre els rius Rajajoki i Ohta. El comandant del I Cos, coronel Mäkinen, ordenà a les seves tropes que avancessin a la línia Ohta-Llac Lempaalanjärvi-Antiga frontera al llac Ladoga amb un afegit, que si es trobaven amb una forta defensa, l'ofensiva es podia aturar allà. El 4 de setembre s'inicià l'atac, i el 6, la 10a divisió aconseguí encerclar i destruir el 941è regiment soviètic a Kirjasalo. Finalment, el 9 de setembre s'arribà a la línia prevista i els finlandesos començaren a establir posicions defensives.
Els comandants militars soviètics aprengueren ràpidament de la pressió finlandesa, i el 5 de setembre, dues divisions van ser traslladades de l'istme de Carèlia al sud de la ciutat, contra els alemanys. Si bé les tropes finlandeses situades a l'istme de Carèlia no van participar activament al setge de Leningrad, la seva existència contribuí al setge en obstaculitzar que la ciutat pogués rebre subministraments al voltant i a través del llac Ladoga.
L'istme va ser reconquerit per la Unió Soviètica durant la Ofensiva de Víborg-Petrozavodsk de 1944.